# 케네디 맥만
케네디 페이지 맥만(Kennedy Paige McMann, 1996년 10월 30일 ~ )은 미국의 배우이다.

## 출연 작품
- 사라지다 (2017)
- 성범죄수사대: SVU (2018)
- 낸시 드류 (2019)
- 거짓말을 해주세요 (2022)
- 세계에서 가장 재미있는 동물 (2022)
- 굿 닥터 (2023)